# Lista över insjöar i Sverige med namn som innehåller "jauratj"
jauratj ingår i namnet på följande insjöar i Sverige som har Wikipedia-artikel:
- Aimejauratj, sjö i Jokkmokks kommun och Lappland 67°05′36″N 18°51′19″Ö / 67.09339°N 18.85533°Ö
- Aitejauratj (Jokkmokks socken, Lappland), sjö i Jokkmokks kommun och Lappland 66°43′58″N 20°05′22″Ö / 66.73276°N 20.08935°Ö
- Aitejauratj, Lappland, sjö i Jokkmokks kommun och Lappland 66°44′02″N 20°05′04″Ö / 66.73379°N 20.08431°Ö
- Akagutj-Jauratj (Arjeplogs socken, Lappland, 734782-157000), sjö i Arjeplogs kommun och Lappland 66°13′12″N 17°21′10″Ö / 66.22005°N 17.35274°Ö
- Akagutj-Jauratj (Arjeplogs socken, Lappland, 734789-156966), sjö i Arjeplogs kommun och Lappland 66°13′21″N 17°21′10″Ö / 66.22256°N 17.35267°Ö
- Akagutj-Jauratj (Arjeplogs socken, Lappland, 734808-156924), sjö i Arjeplogs kommun och Lappland 66°13′28″N 17°20′36″Ö / 66.22436°N 17.34345°Ö
- Akarisjauratj, sjö i Arjeplogs kommun och Lappland 66°56′10″N 16°21′12″Ö / 66.93604°N 16.35335°Ö
- Akkal-Jauratj, sjö i Jokkmokks kommun och Lappland 66°56′23″N 18°33′05″Ö / 66.93962°N 18.55136°Ö
- Alemus Kårnajauratj, sjö i Jokkmokks kommun och Lappland 66°52′35″N 18°29′27″Ö / 66.87632°N 18.49084°Ö
- Alemus-Juovvajauratj, sjö i Jokkmokks kommun och Lappland 66°15′38″N 19°04′04″Ö / 66.26068°N 19.06787°Ö
- Alep Ipmatisjauratj, sjö i Arjeplogs kommun och Lappland 66°10′04″N 18°07′36″Ö / 66.16778°N 18.12668°Ö
- Allejauratj, sjö i Jokkmokks kommun och Lappland 66°40′07″N 19°59′57″Ö / 66.66871°N 19.99916°Ö
- Antipåit-Jauratjah, sjö i Kiruna kommun och Lappland 68°06′43″N 20°30′38″Ö / 68.11194°N 20.51043°Ö
- Ardnajauratj, sjö i Arjeplogs kommun och Lappland 66°40′12″N 17°16′56″Ö / 66.67002°N 17.28219°Ö
- Armojauratj, sjö i Jokkmokks kommun och Lappland 66°40′14″N 19°27′21″Ö / 66.67058°N 19.45596°Ö
- Aurajauratj, sjö i Jokkmokks kommun och Lappland 66°06′24″N 19°13′29″Ö / 66.10673°N 19.22477°Ö
- Autjejauratj, sjö i Jokkmokks kommun och Lappland 66°16′53″N 19°27′52″Ö / 66.28129°N 19.46431°Ö
- Balgesjauratjärnen, sjö i Arjeplogs kommun och Lappland 65°57′15″N 18°13′59″Ö / 65.95429°N 18.23312°Ö
- Ballekjauratjärnen, sjö i Arjeplogs kommun och Lappland 66°05′58″N 18°14′48″Ö / 66.09944°N 18.24654°Ö
- Bietsegietjejauratjärnen, sjö i Arjeplogs kommun och Lappland 66°27′54″N 16°59′10″Ö / 66.46498°N 16.98623°Ö
- Bije-Sjätejauratje, sjö i Sorsele kommun och Lappland 65°58′03″N 15°32′27″Ö / 65.96746°N 15.54070°Ö
- Bijemusjauratjärnen, sjö i Arjeplogs kommun och Lappland 66°31′02″N 16°51′29″Ö / 66.51711°N 16.85807°Ö
- Blankajauratj, sjö i Jokkmokks kommun och Lappland 66°22′43″N 19°22′15″Ö / 66.37874°N 19.37086°Ö
- Bådojauratjärnen, sjö i Arvidsjaurs kommun och Lappland 65°36′33″N 19°56′51″Ö / 65.60920°N 19.94751°Ö
- Båggejauratj, sjö i Arjeplogs kommun och Lappland 66°20′47″N 18°25′16″Ö / 66.34642°N 18.42111°Ö
- Båulonjauratjärn, sjö i Vilhelmina kommun och Lappland 65°18′03″N 14°47′54″Ö / 65.30075°N 14.79833°Ö
- Davekjauratj, sjö i Arjeplogs kommun och Lappland 66°11′28″N 18°19′48″Ö / 66.19107°N 18.32998°Ö
- Davekjauratjärnen, sjö i Arjeplogs kommun och Lappland 66°29′42″N 17°19′12″Ö / 66.49502°N 17.32013°Ö
- Diukkajauratj, sjö i Arjeplogs kommun och Lappland 66°56′08″N 16°28′27″Ö / 66.93567°N 16.47430°Ö
- Dumpokjauratj, sjö i Arjeplogs kommun och Lappland 66°03′05″N 18°22′04″Ö / 66.05144°N 18.36781°Ö
- Durrenjauratjärnen, sjö i Vilhelmina kommun och Lappland 65°16′07″N 15°13′46″Ö / 65.26867°N 15.22933°Ö
- Däbmokjauratjah, sjö i Arjeplogs kommun och Lappland 66°23′58″N 16°52′59″Ö / 66.39945°N 16.88312°Ö
- Dårestjavelgjauratj, sjö i Arjeplogs kommun och Lappland 65°58′33″N 17°29′24″Ö / 65.97588°N 17.49004°Ö
- Fatjatj-Jauratj, sjö i Jokkmokks kommun och Lappland 66°40′40″N 20°02′34″Ö / 66.67787°N 20.04265°Ö
- Fauratjauratjah, sjö i Gällivare kommun och Lappland 67°44′35″N 19°20′48″Ö / 67.74315°N 19.34664°Ö
- Gaddejauratjärnen, sjö i Arvidsjaurs kommun och Lappland 65°57′32″N 18°45′17″Ö / 65.95880°N 18.75484°Ö
- Gamtsasjauratj, sjö i Arjeplogs kommun och Lappland 66°38′08″N 16°42′58″Ö / 66.63566°N 16.71604°Ö
- Gardejauratjtjärnen (Sorsele socken, Lappland, 729816-157099), sjö i Sorsele kommun och Lappland 65°46′35″N 17°21′18″Ö / 65.77645°N 17.35493°Ö
- Gardejauratjtjärnen (Sorsele socken, Lappland, 729860-157044), sjö i Sorsele kommun och Lappland 65°46′50″N 17°20′35″Ö / 65.78052°N 17.34317°Ö
- Gardijauratjärnen, sjö i Arjeplogs kommun och Lappland 66°04′10″N 18°07′35″Ö / 66.06944°N 18.12633°Ö
- Gargokjauratjärnen, sjö i Arjeplogs kommun och Lappland 66°22′07″N 18°24′46″Ö / 66.36873°N 18.41270°Ö
- Gaskekjauratj, sjö i Arvidsjaurs kommun och Lappland 65°54′02″N 18°36′17″Ö / 65.90058°N 18.60477°Ö
- Gibnojauratjah, Lappland, sjö i Arjeplogs kommun och Lappland 66°32′50″N 17°35′24″Ö / 66.54735°N 17.59010°Ö
- Giddajauratj, sjö i Arjeplogs kommun och Lappland 66°14′39″N 18°23′45″Ö / 66.24427°N 18.39583°Ö
- Gimesjauratj, sjö i Arvidsjaurs kommun och Lappland 65°57′06″N 18°45′37″Ö / 65.95161°N 18.76017°Ö
- Girjasjauratj, sjö i Arjeplogs kommun och Lappland 66°17′35″N 16°04′40″Ö / 66.29317°N 16.07778°Ö
- Gruombajauratj, sjö i Arjeplogs kommun och Lappland 66°35′55″N 16°49′43″Ö / 66.59865°N 16.82859°Ö
- Guigojauratjah, sjö i Arjeplogs kommun och Lappland 66°29′37″N 16°27′07″Ö / 66.49366°N 16.45189°Ö
- Gukkesjauratj, sjö i Sorsele kommun och Lappland 65°52′52″N 15°36′53″Ö / 65.88103°N 15.61459°Ö
- Guollasjauratjärnen, sjö i Arjeplogs kommun och Lappland 65°55′04″N 18°24′52″Ö / 65.91775°N 18.41441°Ö
- Guongekjauratj, sjö i Arjeplogs kommun och Lappland 66°21′57″N 17°53′48″Ö / 66.36583°N 17.89661°Ö
- Guorrajauratjärnen, sjö i Arvidsjaurs kommun och Lappland 65°58′08″N 19°07′09″Ö / 65.96898°N 19.11912°Ö
- Guortesjauratj, sjö i Arjeplogs kommun och Lappland 66°12′25″N 18°26′59″Ö / 66.20702°N 18.44978°Ö
- Guotnarjauratj, sjö i Arjeplogs kommun och Lappland 66°31′56″N 16°49′44″Ö / 66.53219°N 16.82901°Ö
- Gurtekjauratj, sjö i Arvidsjaurs kommun och Lappland 65°56′15″N 19°10′46″Ö / 65.93741°N 19.17947°Ö
- Gåivokjauratj, sjö i Arjeplogs kommun och Lappland 66°23′43″N 16°28′38″Ö / 66.39536°N 16.47710°Ö
- Gåttjåkjauratjärnen, sjö i Arjeplogs kommun och Lappland 66°20′39″N 17°14′02″Ö / 66.34407°N 17.23376°Ö
- Harrejauratjärnen, sjö i Arjeplogs kommun och Lappland 66°19′18″N 17°24′37″Ö / 66.32155°N 17.41030°Ö
- Harrokjauratj, sjö i Jokkmokks kommun och Lappland 66°37′20″N 18°33′11″Ö / 66.62209°N 18.55296°Ö
- Haukajauratj, sjö i Gällivare kommun och Lappland 67°34′38″N 19°34′12″Ö / 67.57723°N 19.57011°Ö
- Haukokjauratjah (Jokkmokks socken, Lappland, 739875-162114), sjö i Jokkmokks kommun och Lappland 66°39′45″N 18°32′41″Ö / 66.66253°N 18.54478°Ö
- Haukokjauratjah (Jokkmokks socken, Lappland, 740481-163407), sjö i Jokkmokks kommun och Lappland 66°42′43″N 18°50′55″Ö / 66.71196°N 18.84870°Ö
- Hipsukjauratjah (Arjeplogs socken, Lappland, 737814-154627), sjö i Arjeplogs kommun och Lappland 66°29′53″N 16°50′39″Ö / 66.49810°N 16.84424°Ö
- Hipsukjauratjah (Arjeplogs socken, Lappland, 737827-154637), sjö i Arjeplogs kommun och Lappland 66°29′57″N 16°50′48″Ö / 66.49925°N 16.84653°Ö
- Håikejauratj, sjö i Arjeplogs kommun och Lappland 66°26′18″N 15°56′28″Ö / 66.43826°N 15.94109°Ö
- Iekeljauratj, sjö i Jokkmokks kommun och Lappland 66°42′54″N 18°53′34″Ö / 66.71496°N 18.89285°Ö
- Iellipårkajauratj, sjö i Jokkmokks kommun och Lappland 67°31′53″N 17°09′22″Ö / 67.53149°N 17.15606°Ö
- Ieltijauratj, sjö i Jokkmokks kommun och Lappland 67°16′37″N 16°54′09″Ö / 67.27694°N 16.90262°Ö
- Jauratjärnen, sjö i Gällivare kommun och Lappland 66°26′47″N 21°18′18″Ö / 66.44631°N 21.30487°Ö
- Jeggejauratj, sjö i Jokkmokks kommun och Lappland 66°08′46″N 20°04′25″Ö / 66.14614°N 20.07355°Ö
- Jeknajauratj, sjö i Jokkmokks kommun och Lappland 67°52′43″N 16°43′23″Ö / 67.87858°N 16.72317°Ö
- Jerrekjauratjah, sjö i Jokkmokks kommun och Lappland 66°44′34″N 18°10′10″Ö / 66.74264°N 18.16935°Ö
- Jervajauratj, sjö i Arjeplogs kommun och Lappland 66°46′14″N 17°29′56″Ö / 66.77063°N 17.49881°Ö
- Junitjauratjärnen, sjö i Arjeplogs kommun och Lappland 66°19′49″N 18°24′28″Ö / 66.33022°N 18.40781°Ö
- Juokojauratj, sjö i Jokkmokks kommun och Lappland 66°37′45″N 19°12′52″Ö / 66.62905°N 19.21445°Ö
- Juorpojauratjärnen, sjö i Arjeplogs kommun och Lappland 66°52′24″N 16°38′49″Ö / 66.87324°N 16.64685°Ö
- Juovvajauratj (Arvidsjaurs socken), sjö i Arvidsjaurs kommun och Lappland 65°56′30″N 18°44′18″Ö / 65.94180°N 18.73837°Ö
- Jupajauratj, sjö i Arjeplogs kommun och Lappland 66°01′01″N 18°11′50″Ö / 66.01694°N 18.19718°Ö
- Jåbbåjauratj, sjö i Jokkmokks kommun och Lappland 66°16′36″N 19°11′19″Ö / 66.27668°N 19.18853°Ö
- Jåulajauratjah (Arjeplogs socken, Lappland, 733571-153876), sjö i Arjeplogs kommun och Lappland 66°07′06″N 16°39′46″Ö / 66.11822°N 16.66273°Ö
- Jåulajauratjah (Arjeplogs socken, Lappland, 733648-153849), sjö i Arjeplogs kommun och Lappland 66°07′31″N 16°39′04″Ö / 66.12519°N 16.65123°Ö
- Jåulojauratje, sjö i Sorsele kommun och Lappland 65°55′28″N 16°46′04″Ö / 65.92433°N 16.76780°Ö
- Kailejauratjah, sjö i Jokkmokks kommun och Lappland 66°54′07″N 19°28′32″Ö / 66.90198°N 19.47564°Ö
- Kallamajauratj, sjö i Jokkmokks kommun och Lappland 66°53′09″N 19°15′36″Ö / 66.88573°N 19.26002°Ö
- Kallojauratj, sjö i Jokkmokks kommun och Lappland 66°37′31″N 18°48′20″Ö / 66.62528°N 18.80551°Ö
- Kaltokaskjauratj, sjö i Arjeplogs kommun och Lappland 66°39′26″N 17°04′56″Ö / 66.65733°N 17.08222°Ö
- Kartapjauratj, sjö i Jokkmokks kommun och Lappland 66°57′31″N 19°25′43″Ö / 66.95874°N 19.42872°Ö
- Kaska-Juovvajauratj, sjö i Jokkmokks kommun och Lappland 66°15′25″N 19°04′49″Ö / 66.25701°N 19.08032°Ö
- Kaska-Kårnajauratj, sjö i Jokkmokks kommun och Lappland 66°52′41″N 18°31′25″Ö / 66.87800°N 18.52367°Ö
- Kassajauratj, sjö i Arjeplogs kommun och Lappland 67°06′54″N 16°37′14″Ö / 67.11496°N 16.62045°Ö
- Keukesjauratj, sjö i Jokkmokks kommun och Lappland 67°32′05″N 16°44′45″Ö / 67.53475°N 16.74573°Ö
- Kieddåivejauratjah, sjö i Jokkmokks kommun och Lappland 67°13′16″N 17°05′13″Ö / 67.22113°N 17.08704°Ö
- Kierkemjauratj, sjö i Jokkmokks kommun och Lappland 66°36′23″N 19°58′28″Ö / 66.60639°N 19.97437°Ö
- Kierkåivejauratj, sjö i Jokkmokks kommun och Lappland 66°39′54″N 20°24′53″Ö / 66.66506°N 20.41481°Ö
- Kistojauratjärnen, sjö i Arjeplogs kommun och Lappland 66°43′50″N 17°24′02″Ö / 66.73058°N 17.40057°Ö
- Kitajauratj, sjö i Jokkmokks kommun och Lappland 66°40′57″N 18°54′09″Ö / 66.68255°N 18.90239°Ö
- Kitjajauratj, sjö i Jokkmokks kommun och Lappland 66°40′55″N 19°18′06″Ö / 66.68199°N 19.30174°Ö
- Kittjarjauratj, sjö i Jokkmokks kommun och Lappland 66°51′32″N 19°13′44″Ö / 66.85885°N 19.22884°Ö
- Kukkajauratj, sjö i Jokkmokks kommun och Lappland 66°41′49″N 18°52′21″Ö / 66.69696°N 18.87246°Ö
- Kukkesjauratj (Arjeplogs socken, Lappland), sjö i Arjeplogs kommun och Lappland 66°32′06″N 17°42′13″Ö / 66.53489°N 17.70353°Ö
- Kukkesjauratj (Jokkmokks socken, Lappland, 736670-163735), sjö i Jokkmokks kommun och Lappland 66°22′18″N 18°51′52″Ö / 66.37164°N 18.86439°Ö
- Kukkesjauratj (Jokkmokks socken, Lappland, 740098-163309), sjö i Jokkmokks kommun och Lappland 66°40′44″N 18°48′51″Ö / 66.67897°N 18.81406°Ö
- Kukkesjauratj (Jokkmokks socken, Lappland, 743347-165598), sjö i Jokkmokks kommun och Lappland 66°57′27″N 19°22′34″Ö / 66.95759°N 19.37607°Ö
- Kukkesjauratj (Jokkmokks socken, Lappland, 744732-165727), sjö i Jokkmokks kommun och Lappland 67°04′54″N 19°24′53″Ö / 67.08171°N 19.41463°Ö
- Kuoffejauratj, sjö i Jokkmokks kommun och Lappland 66°52′15″N 19°20′34″Ö / 66.87071°N 19.34284°Ö
- Kuoletimjauratj, sjö i Jokkmokks kommun och Lappland 66°39′23″N 18°33′29″Ö / 66.65628°N 18.55812°Ö
- Kuollejauratj, sjö i Jokkmokks kommun och Lappland 66°18′09″N 19°19′16″Ö / 66.30256°N 19.32122°Ö
- Kuoutelisjauratj, sjö i Jokkmokks kommun och Lappland 67°29′34″N 16°12′23″Ö / 67.49286°N 16.20632°Ö
- Kussajauratjah, sjö i Jokkmokks kommun och Lappland 66°38′03″N 18°56′45″Ö / 66.63411°N 18.94585°Ö
- Käinut-Jauratj, sjö i Jokkmokks kommun och Lappland 66°43′44″N 19°34′59″Ö / 66.72901°N 19.58314°Ö
- Kåbrekjauratj, sjö i Jokkmokks kommun och Lappland 67°09′31″N 17°22′32″Ö / 67.15857°N 17.37546°Ö
- Kålmålåkkjauratjah, sjö i Jokkmokks kommun och Lappland 67°25′53″N 16°21′43″Ö / 67.43125°N 16.36190°Ö
- Kålokjauratj, sjö i Jokkmokks kommun och Lappland 67°41′41″N 16°51′16″Ö / 67.69486°N 16.85456°Ö
- Kårrojauratjah, sjö i Jokkmokks kommun och Lappland 67°14′22″N 17°05′10″Ö / 67.23935°N 17.08616°Ö
- Kårsåjauratj, sjö i Jokkmokks kommun och Lappland 66°06′35″N 19°33′06″Ö / 66.10974°N 19.55164°Ö
- Kårtejauratj, sjö i Jokkmokks kommun och Lappland 66°07′19″N 20°13′43″Ö / 66.12192°N 20.22867°Ö
- Lakamanjauratjärnen, sjö i Arjeplogs kommun och Lappland 66°19′24″N 18°33′16″Ö / 66.32330°N 18.55443°Ö
- Lakojauratj (Arjeplogs socken, Lappland, 739462-154485), sjö i Arjeplogs kommun och Lappland 66°39′01″N 16°48′54″Ö / 66.65021°N 16.81513°Ö
- Lakojauratj (Arjeplogs socken, Lappland, 739663-150093), sjö i Arjeplogs kommun och Lappland 66°40′26″N 15°49′14″Ö / 66.67380°N 15.82044°Ö
- Lakojauratj (Jokkmokks socken, Lappland), sjö i Jokkmokks kommun och Lappland 66°58′40″N 17°25′17″Ö / 66.97783°N 17.42132°Ö
- Lappajauratj, sjö i Arjeplogs kommun och Lappland 67°04′38″N 16°34′34″Ö / 67.07734°N 16.57618°Ö
- Lattakjauratj (Arvidsjaurs socken, Lappland, 732176-164531), sjö i Arvidsjaurs kommun och Lappland 65°57′46″N 19°00′06″Ö / 65.96276°N 19.00163°Ö
- Lattakjauratj (Arvidsjaurs socken, Lappland, 732180-164545), sjö i Arvidsjaurs kommun och Lappland 65°57′47″N 19°00′17″Ö / 65.96305°N 19.00475°Ö
- Leipapjauratj, sjö i Jokkmokks kommun och Lappland 66°49′20″N 19°40′18″Ö / 66.82215°N 19.67156°Ö
- Liemakjauratj, sjö i Jokkmokks kommun och Lappland 67°18′52″N 17°01′08″Ö / 67.31439°N 17.01885°Ö
- Likasjauratjärnen, sjö i Arjeplogs kommun och Lappland 66°37′38″N 17°43′03″Ö / 66.62730°N 17.71738°Ö
- Lill-Aironjauratj, sjö i Jokkmokks kommun och Lappland 66°25′03″N 20°47′11″Ö / 66.41753°N 20.78634°Ö
- Lulemus Kårnajauratj, sjö i Jokkmokks kommun och Lappland 66°52′39″N 18°33′18″Ö / 66.87746°N 18.55489°Ö
- Lulep Ipmatisjauratj, sjö i Arjeplogs kommun och Lappland 66°09′59″N 18°09′31″Ö / 66.16649°N 18.15872°Ö
- Lullejauratj (Jokkmokks socken, Lappland, 737584-166284), sjö i Jokkmokks kommun och Lappland 66°26′04″N 19°27′55″Ö / 66.43437°N 19.46540°Ö
- Lullejauratj (Jokkmokks socken, Lappland, 740118-168760), sjö i Jokkmokks kommun och Lappland 66°39′03″N 20°02′39″Ö / 66.65088°N 20.04414°Ö
- Luoptajauratjah, sjö i Jokkmokks kommun och Lappland 66°18′14″N 19°04′39″Ö / 66.30393°N 19.07750°Ö
- Luosakjauratjah, sjö i Jokkmokks kommun och Lappland 66°47′43″N 18°22′15″Ö / 66.79521°N 18.37073°Ö
- Luotojauratj, sjö i Jokkmokks kommun och Lappland 67°28′22″N 17°09′37″Ö / 67.47272°N 17.16021°Ö
- Luspejauratjah (Jokkmokks socken, Lappland), sjö i Jokkmokks kommun och Lappland 66°41′36″N 18°23′14″Ö / 66.69346°N 18.38712°Ö
- Luspejauratjah, Lappland, sjö i Jokkmokks kommun och Lappland 66°41′27″N 18°24′06″Ö / 66.69071°N 18.40178°Ö
- Lärmajauratj, sjö i Jokkmokks kommun och Lappland 67°23′07″N 16°18′36″Ö / 67.38525°N 16.31004°Ö
- Låkkekjauratj, sjö i Jokkmokks kommun och Lappland 66°59′39″N 19°18′26″Ö / 66.99424°N 19.30709°Ö
- Låtatj-jauratj, sjö i Jokkmokks kommun och Lappland 67°30′09″N 16°59′24″Ö / 67.50257°N 16.99005°Ö
- Låutakjauratj, sjö i Jokkmokks kommun och Lappland 67°26′41″N 17°11′10″Ö / 67.44461°N 17.18617°Ö
- Martajauratj, sjö i Jokkmokks kommun och Lappland 66°11′10″N 19°01′59″Ö / 66.18618°N 19.03316°Ö
- Masälkejauratjah, sjö i Kiruna kommun och Lappland 68°21′57″N 19°49′24″Ö / 68.36584°N 19.82334°Ö
- Mattåivjauratj, sjö i Jokkmokks kommun och Lappland 67°24′51″N 17°04′37″Ö / 67.41412°N 17.07687°Ö
- Miesekjauratjah, sjö i Jokkmokks kommun och Lappland 66°41′37″N 18°27′02″Ö / 66.69366°N 18.45058°Ö
- Mietjeljauratj, sjö i Jokkmokks kommun och Lappland 66°11′16″N 20°00′31″Ö / 66.18764°N 20.00853°Ö
- Mikkijauratj, sjö i Jokkmokks kommun och Lappland 66°39′19″N 19°21′38″Ö / 66.65517°N 19.36065°Ö
- Muorkat-Jauratjah, sjö i Jokkmokks kommun och Lappland 66°38′18″N 18°45′57″Ö / 66.63823°N 18.76592°Ö
- Måskejauratje, sjö i Sorsele kommun och Lappland 65°55′35″N 16°36′18″Ö / 65.92634°N 16.60492°Ö
- Nammavarejauratjah, sjö i Jokkmokks kommun och Lappland 66°48′34″N 20°19′33″Ö / 66.80945°N 20.32590°Ö
- Niakrieppejauratj, sjö i Jokkmokks kommun och Lappland 67°29′27″N 17°30′51″Ö / 67.49071°N 17.51416°Ö
- Nietterjauratj, sjö i Jokkmokks kommun och Lappland 67°14′35″N 18°08′59″Ö / 67.24312°N 18.14986°Ö
- Njalakjauratj, sjö i Arjeplogs kommun och Lappland 66°13′16″N 17°23′18″Ö / 66.22122°N 17.38837°Ö
- Njallajauratj (Arjeplogs socken, Lappland), sjö i Arjeplogs kommun och Lappland 66°29′43″N 17°10′29″Ö / 66.49520°N 17.17479°Ö
- Njallajauratj (Jokkmokks socken, Lappland), sjö i Jokkmokks kommun och Lappland 67°20′07″N 16°50′16″Ö / 67.33539°N 16.83764°Ö
- Njallajauratjah, sjö i Jokkmokks kommun och Lappland 66°41′21″N 18°25′00″Ö / 66.68911°N 18.41679°Ö
- Njiraujauratj, sjö i Jokkmokks kommun och Lappland 67°26′38″N 18°03′44″Ö / 67.44399°N 18.06214°Ö
- Njuktjajauratj, sjö i Arvidsjaurs kommun och Lappland 66°00′34″N 18°55′15″Ö / 66.00948°N 18.92081°Ö
- Njuktjauratj, sjö i Jokkmokks kommun och Lappland 66°16′06″N 19°21′20″Ö / 66.26837°N 19.35545°Ö
- Njuonesjauratjärnen, sjö i Arjeplogs kommun och Lappland 66°24′14″N 16°56′25″Ö / 66.40398°N 16.94016°Ö
- Njuorramjauratj, sjö i Jokkmokks kommun och Lappland 66°50′35″N 19°21′21″Ö / 66.84303°N 19.35595°Ö
- Nuortajauratj (Arjeplogs socken, Lappland), sjö i Arjeplogs kommun och Lappland 66°29′35″N 16°45′22″Ö / 66.49292°N 16.75620°Ö
- Nuortajauratj (Arvidsjaurs socken, Lappland), sjö i Arvidsjaurs kommun och Lappland 66°01′02″N 18°53′58″Ö / 66.01736°N 18.89949°Ö
- Nutijauratj, sjö i Jokkmokks kommun och Lappland 66°41′41″N 19°58′38″Ö / 66.69480°N 19.97728°Ö
- Padjejauratj, sjö i Jokkmokks kommun och Lappland 66°09′50″N 20°08′57″Ö / 66.16380°N 20.14915°Ö
- Paggejauratjärnen, sjö i Arjeplogs kommun och Lappland 66°36′34″N 18°02′40″Ö / 66.60943°N 18.04445°Ö
- Paikkasjauratj, sjö i Jokkmokks kommun och Lappland 67°36′42″N 16°48′21″Ö / 67.61178°N 16.80595°Ö
- Pajep Lastak-Jauratj, sjö i Jokkmokks kommun och Lappland 67°00′30″N 18°19′34″Ö / 67.00832°N 18.32617°Ö
- Pakkojauratj, sjö i Jokkmokks kommun och Lappland 66°57′35″N 19°26′28″Ö / 66.95971°N 19.44101°Ö
- Paktekies-Jauratj, sjö i Jokkmokks kommun och Lappland 67°31′01″N 16°25′14″Ö / 67.51694°N 16.42059°Ö
- Palkat-Jauratj, sjö i Jokkmokks kommun och Lappland 67°12′13″N 17°31′18″Ö / 67.20353°N 17.52153°Ö
- Pallemjauratj, sjö i Jokkmokks kommun och Lappland 66°23′07″N 19°23′16″Ö / 66.38535°N 19.38770°Ö
- Partajauratj, sjö i Arjeplogs kommun och Lappland 66°20′36″N 18°46′13″Ö / 66.34339°N 18.77023°Ö
- Patajauratj, sjö i Jokkmokks kommun och Lappland 66°10′22″N 20°06′34″Ö / 66.17273°N 20.10936°Ö
- Paulajauratj, sjö i Arvidsjaurs kommun och Lappland 66°00′23″N 18°59′41″Ö / 66.00626°N 18.99473°Ö
- Pielajauratjah, sjö i Jokkmokks kommun och Lappland 67°20′43″N 17°48′11″Ö / 67.34523°N 17.80294°Ö
- Pietarjauratj, sjö i Arvidsjaurs kommun och Lappland 65°58′27″N 19°04′39″Ö / 65.97427°N 19.07751°Ö
- Piltajauratjärnen, sjö i Arjeplogs kommun och Lappland 66°37′27″N 17°49′17″Ö / 66.62429°N 17.82149°Ö
- Puimejauratj, sjö i Jokkmokks kommun och Lappland 66°41′53″N 18°45′46″Ö / 66.69816°N 18.76291°Ö
- Puoitesjauratj, sjö i Jokkmokks kommun och Lappland 66°53′34″N 19°16′42″Ö / 66.89269°N 19.27837°Ö
- Puoltakietj-Jauratj, sjö i Jokkmokks kommun och Lappland 67°30′57″N 16°42′20″Ö / 67.51579°N 16.70563°Ö
- Puoutajauratj, sjö i Jokkmokks kommun och Lappland 66°24′11″N 19°15′53″Ö / 66.40313°N 19.26476°Ö
- Påutjosjauratj, sjö i Jokkmokks kommun och Lappland 67°44′27″N 16°50′25″Ö / 67.74087°N 16.84029°Ö
- Raksjauratje, sjö i Sorsele kommun och Lappland 66°05′38″N 16°01′27″Ö / 66.09390°N 16.02415°Ö
- Rapajauratjärnen, sjö i Arjeplogs kommun och Lappland 66°18′24″N 16°39′59″Ö / 66.30672°N 16.66646°Ö
- Rapokjauratj, sjö i Gällivare kommun och Lappland 67°25′24″N 18°44′58″Ö / 67.42323°N 18.74942°Ö
- Rapukjauratj, sjö i Jokkmokks kommun och Lappland 67°27′16″N 17°03′07″Ö / 67.45431°N 17.05191°Ö
- Rassjojauratj, sjö i Arjeplogs kommun och Lappland 66°52′19″N 16°30′58″Ö / 66.87191°N 16.51612°Ö
- Rastesjauratj, sjö i Jokkmokks kommun och Lappland 67°28′29″N 16°14′06″Ö / 67.47468°N 16.23501°Ö
- Raudokjauratj, sjö i Arjeplogs kommun och Lappland 66°32′24″N 16°26′46″Ö / 66.54005°N 16.44612°Ö
- Raukatjjauratj, sjö i Jokkmokks kommun och Lappland 66°10′51″N 19°54′20″Ö / 66.18097°N 19.90543°Ö
- Rautojauratj, sjö i Arjeplogs kommun och Lappland 66°41′27″N 17°38′45″Ö / 66.69086°N 17.64597°Ö
- Ribrokjauratjärnen, sjö i Arjeplogs kommun och Lappland 66°28′23″N 16°40′35″Ö / 66.47293°N 16.67645°Ö
- Rimposjauratjärnen, sjö i Arjeplogs kommun och Lappland 66°20′36″N 18°00′19″Ö / 66.34334°N 18.00530°Ö
- Rissejauratj, sjö i Jokkmokks kommun och Lappland 66°19′24″N 19°35′15″Ö / 66.32324°N 19.58748°Ö
- Ritjemjauratjah, sjö i Gällivare kommun och Lappland 67°45′17″N 17°32′50″Ö / 67.75468°N 17.54733°Ö
- Ruokojauratj (Arjeplogs socken, Lappland), sjö i Arjeplogs kommun och Lappland 66°17′18″N 18°25′57″Ö / 66.28826°N 18.43245°Ö
- Ruokojauratj (Jokkmokks socken, Lappland, 739508-165667), sjö i Jokkmokks kommun och Lappland 66°36′53″N 19°20′19″Ö / 66.61481°N 19.33858°Ö
- Ruokojauratj (Jokkmokks socken, Lappland, 741383-163426), sjö i Jokkmokks kommun och Lappland 66°47′37″N 18°51′44″Ö / 66.79356°N 18.86222°Ö
- Ruopsisjauratj, sjö i Jokkmokks kommun och Lappland 66°32′22″N 19°16′56″Ö / 66.53958°N 19.28216°Ö
- Ruopsisjauratjah, sjö i Jokkmokks kommun och Lappland 66°46′39″N 18°44′11″Ö / 66.77746°N 18.73629°Ö
- Ruotjejauratjärnen, sjö i Arvidsjaurs kommun och Lappland 65°58′53″N 19°07′42″Ö / 65.98126°N 19.12820°Ö
- Rusosjauratj, sjö i Jokkmokks kommun och Lappland 66°54′57″N 19°25′23″Ö / 66.91585°N 19.42304°Ö
- Russejauratj, sjö i Jokkmokks kommun och Lappland 66°10′46″N 19°58′35″Ö / 66.17934°N 19.97649°Ö
- Råpmejauratjärnen, sjö i Arjeplogs kommun och Lappland 66°36′04″N 17°30′54″Ö / 66.60111°N 17.51499°Ö
- Råtjejauratjh, sjö i Arjeplogs kommun och Lappland 66°31′49″N 16°28′17″Ö / 66.53035°N 16.47129°Ö
- Råvekjauratjärnen, sjö i Arjeplogs kommun och Lappland 66°37′23″N 17°39′03″Ö / 66.62316°N 17.65088°Ö
- Sarekjauratj, sjö i Jokkmokks kommun och Lappland 67°27′11″N 17°48′32″Ö / 67.45316°N 17.80895°Ö
- Sarkajauratj, sjö i Jokkmokks kommun och Lappland 66°14′09″N 19°42′09″Ö / 66.23580°N 19.70237°Ö
- Saukesjauratj, sjö i Jokkmokks kommun och Lappland 67°01′55″N 19°40′05″Ö / 67.03194°N 19.66816°Ö
- Seitejauratj, sjö i Jokkmokks kommun och Lappland 66°57′38″N 18°39′18″Ö / 66.96068°N 18.65498°Ö
- Simajauratjah, sjö i Jokkmokks kommun och Lappland 66°34′48″N 18°58′00″Ö / 66.57992°N 18.96674°Ö
- Sinjuktjajauratj, sjö i Jokkmokks kommun och Lappland 67°06′06″N 19°25′08″Ö / 67.10173°N 19.41877°Ö
- Sipmunjauratj, sjö i Gällivare kommun och Lappland 67°27′51″N 18°55′22″Ö / 67.46405°N 18.92268°Ö
- Sjallamjauratj, sjö i Gällivare kommun och Lappland 67°28′11″N 18°50′42″Ö / 67.46983°N 18.84505°Ö
- Sjellajauratjah (Arjeplogs socken, Lappland, 736687-152080), sjö i Arjeplogs kommun och Lappland 66°23′59″N 16°16′13″Ö / 66.39979°N 16.27024°Ö
- Sjellajauratjah (Arjeplogs socken, Lappland, 736710-152062), sjö i Arjeplogs kommun och Lappland 66°24′07″N 16°15′58″Ö / 66.40186°N 16.26625°Ö
- Sjellajauratjah (Arjeplogs socken, Lappland, 736726-152071), sjö i Arjeplogs kommun och Lappland 66°24′12″N 16°16′06″Ö / 66.40329°N 16.26829°Ö
- Sjellajauratjah (Arjeplogs socken, Lappland, 736733-152092), sjö i Arjeplogs kommun och Lappland 66°24′14″N 16°16′23″Ö / 66.40390°N 16.27301°Ö
- Sjnjuktjajauratj, sjö i Jokkmokks kommun och Lappland 66°56′45″N 19°20′12″Ö / 66.94572°N 19.33677°Ö
- Sjursjukjauratj (Jokkmokks socken, Lappland, 745591-162743), sjö i Jokkmokks kommun och Lappland 67°10′19″N 18°44′52″Ö / 67.17187°N 18.74784°Ö
- Sjursjukjauratj (Jokkmokks socken, Lappland, 745598-162713), sjö i Jokkmokks kommun och Lappland 67°10′21″N 18°44′43″Ö / 67.17255°N 18.74538°Ö
- Sjursjukjauratj (Jokkmokks socken, Lappland, 745655-162634), sjö i Jokkmokks kommun och Lappland 67°10′43″N 18°43′17″Ö / 67.17873°N 18.72140°Ö
- Skiejakjauratj (Arjeplogs socken, Lappland), sjö i Arjeplogs kommun och Lappland 67°04′14″N 16°41′45″Ö / 67.07044°N 16.69576°Ö
- Skiejakjauratj (Jokkmokks socken, Lappland), sjö i Jokkmokks kommun och Lappland 67°15′16″N 17°13′30″Ö / 67.25441°N 17.22506°Ö
- Skikkenjauratjärnen, sjö i Sorsele kommun och Lappland 65°46′35″N 16°20′11″Ö / 65.77638°N 16.33630°Ö
- Skrapmejauratje, sjö i Sorsele kommun och Lappland 66°08′02″N 16°08′45″Ö / 66.13376°N 16.14582°Ö
- Skuoddejauratj, sjö i Arjeplogs kommun och Lappland 66°24′32″N 16°31′26″Ö / 66.40896°N 16.52380°Ö
- Skåmmarjauratj, sjö i Arjeplogs kommun och Lappland 66°14′25″N 17°51′57″Ö / 66.24019°N 17.86596°Ö
- Slunkujauratj, sjö i Jokkmokks kommun och Lappland 66°48′38″N 17°48′50″Ö / 66.81063°N 17.81379°Ö
- Snoinajauratje, sjö i Sorsele kommun och Lappland 65°56′39″N 16°44′02″Ö / 65.94427°N 16.73383°Ö
- Spirojauratj, sjö i Arjeplogs kommun och Lappland 66°27′51″N 17°55′50″Ö / 66.46406°N 17.93064°Ö
- Stalojauratje, sjö i Sorsele kommun och Lappland 66°06′49″N 16°00′15″Ö / 66.11356°N 16.00418°Ö
- Stankajauratj, sjö i Jokkmokks kommun och Lappland 67°03′20″N 18°41′12″Ö / 67.05560°N 18.68659°Ö
- Suobbatjauratj, sjö i Jokkmokks kommun och Lappland 66°53′43″N 19°05′39″Ö / 66.89537°N 19.09409°Ö
- Suoinajauratje, sjö i Sorsele kommun och Lappland 65°54′33″N 16°34′31″Ö / 65.90909°N 16.57519°Ö
- Suoloijauratjah (Jokkmokks socken, Lappland, 740373-164138), sjö i Jokkmokks kommun och Lappland 66°41′49″N 19°00′02″Ö / 66.69692°N 19.00053°Ö
- Suoloijauratjah (Jokkmokks socken, Lappland, 740487-163877), sjö i Jokkmokks kommun och Lappland 66°42′24″N 18°57′15″Ö / 66.70657°N 18.95416°Ö
- Suolojauratje, sjö i Sorsele kommun och Lappland 65°59′32″N 15°38′11″Ö / 65.99226°N 15.63643°Ö
- Svartijauratj, sjö i Jokkmokks kommun och Lappland 67°20′09″N 18°48′50″Ö / 67.33588°N 18.81383°Ö
- Svikojauratj, sjö i Arjeplogs kommun och Lappland 65°58′51″N 18°08′23″Ö / 65.98085°N 18.13986°Ö
- Särgajauratjärnen, sjö i Arjeplogs kommun och Lappland 66°20′06″N 17°31′02″Ö / 66.33503°N 17.51719°Ö
- Särkajauratj, sjö i Jokkmokks kommun och Lappland 66°14′19″N 19°41′24″Ö / 66.23854°N 19.68988°Ö
- Såulejauratjärnen, sjö i Arjeplogs kommun och Lappland 66°35′35″N 17°44′06″Ö / 66.59300°N 17.73504°Ö
- Taktejauratj, sjö i Jokkmokks kommun och Lappland 67°20′36″N 17°07′44″Ö / 67.34339°N 17.12893°Ö
- Tapmukjauratj (Gällivare socken, Lappland), sjö i Gällivare kommun och Lappland 67°20′00″N 19°00′17″Ö / 67.33327°N 19.00477°Ö
- Tapmukjauratj (Jokkmokks socken, Lappland, 733746-167158), sjö i Jokkmokks kommun och Lappland 66°05′27″N 19°35′53″Ö / 66.09092°N 19.59800°Ö
- Tapmukjauratj (Jokkmokks socken, Lappland, 734957-166517), sjö i Jokkmokks kommun och Lappland 66°12′10″N 19°28′29″Ö / 66.20274°N 19.47472°Ö
- Tapmukjauratj (Jokkmokks socken, Lappland, 735092-166505), sjö i Jokkmokks kommun och Lappland 66°12′55″N 19°28′11″Ö / 66.21516°N 19.46963°Ö
- Tapmukjauratj (Jokkmokks socken, Lappland, 735639-164637), sjö i Jokkmokks kommun och Lappland 66°16′22″N 19°03′36″Ö / 66.27288°N 19.05987°Ö
- Tapmukjauratj (Jokkmokks socken, Lappland, 742492-166333), sjö i Jokkmokks kommun och Lappland 66°52′38″N 19°31′08″Ö / 66.87736°N 19.51877°Ö
- Tapmukjauratj (Jokkmokks socken, Lappland, 745887-164056), sjö i Jokkmokks kommun och Lappland 67°11′25″N 19°03′24″Ö / 67.19022°N 19.05655°Ö
- Tielmajauratj, sjö i Jokkmokks kommun och Lappland 67°16′13″N 17°37′06″Ö / 67.27028°N 17.61836°Ö
- Titnokjauratj, sjö i Jokkmokks kommun och Lappland 66°41′03″N 17°57′04″Ö / 66.68403°N 17.95112°Ö
- Tjarajauratjärnen, sjö i Arjeplogs kommun och Lappland 66°49′31″N 16°59′18″Ö / 66.82514°N 16.98826°Ö
- Tjatsaljauratj, sjö i Arjeplogs kommun och Lappland 66°22′23″N 16°53′20″Ö / 66.37304°N 16.88891°Ö
- Tjavelkjauratj, sjö i Arjeplogs kommun och Lappland 66°27′37″N 18°37′43″Ö / 66.46037°N 18.62854°Ö
- Tjermatjauratjärnen, sjö i Sorsele kommun och Lappland 65°50′28″N 15°39′01″Ö / 65.84116°N 15.65035°Ö
- Tjeurajauratjah (Jokkmokks socken, Lappland, 745048-157789), sjö i Jokkmokks kommun och Lappland 67°08′25″N 17°36′04″Ö / 67.14014°N 17.60099°Ö
- Tjeurajauratjah (Jokkmokks socken, Lappland, 745076-157788), sjö i Jokkmokks kommun och Lappland 67°08′34″N 17°36′03″Ö / 67.14265°N 17.60095°Ö
- Tjeurajauratjah (Jokkmokks socken, Lappland, 745085-157765), sjö i Jokkmokks kommun och Lappland 67°08′37″N 17°35′45″Ö / 67.14352°N 17.59571°Ö
- Tjeurajauratjah (Jokkmokks socken, Lappland, 745105-157752), sjö i Jokkmokks kommun och Lappland 67°08′43″N 17°35′34″Ö / 67.14535°N 17.59284°Ö
- Tjeurakjauratj, sjö i Jokkmokks kommun och Lappland 67°04′12″N 16°58′48″Ö / 67.07004°N 16.97995°Ö
- Tjeuresjauratj, sjö i Jokkmokks kommun och Lappland 66°37′18″N 18°25′03″Ö / 66.62162°N 18.41759°Ö
- Tjeuresjauratjah, sjö i Gällivare kommun och Lappland 67°17′11″N 19°45′02″Ö / 67.28652°N 19.75050°Ö
- Tjeutjenåivekaskjauratj, sjö i Arjeplogs kommun och Lappland 66°03′47″N 18°35′12″Ö / 66.06318°N 18.58662°Ö
- Tjuktjejauratj, sjö i Jokkmokks kommun och Lappland 66°41′00″N 18°41′26″Ö / 66.68326°N 18.69045°Ö
- Tjuoltajauratj, sjö i Gällivare kommun och Lappland 67°01′51″N 19°53′43″Ö / 67.03094°N 19.89517°Ö
- Tjäpetjauratjah (Gällivare socken, Lappland, 752191-163438), sjö i Gällivare kommun och Lappland 67°45′35″N 18°59′10″Ö / 67.75973°N 18.98614°Ö
- Tjäpetjauratjah (Gällivare socken, Lappland, 752238-163567), sjö i Gällivare kommun och Lappland 67°45′46″N 19°00′56″Ö / 67.76266°N 19.01544°Ö
- Tjäpsjauratje, sjö i Sorsele kommun och Lappland 65°57′24″N 16°40′38″Ö / 65.95671°N 16.67711°Ö
- Tjågnårisjauratj, sjö i Jokkmokks kommun och Lappland 67°15′34″N 17°12′45″Ö / 67.25945°N 17.21261°Ö
- Tjåkkålisjauratj, sjö i Jokkmokks kommun och Lappland 66°44′16″N 18°29′09″Ö / 66.73784°N 18.48596°Ö
- Tjåkuljauratj, sjö i Jokkmokks kommun och Lappland 66°56′35″N 19°21′02″Ö / 66.94299°N 19.35057°Ö
- Tjåkåtj-Jauratj, sjö i Jokkmokks kommun och Lappland 66°54′05″N 18°56′13″Ö / 66.90125°N 18.93693°Ö
- Tjålmakjauratj, sjö i Jokkmokks kommun och Lappland 66°38′52″N 18°32′56″Ö / 66.64765°N 18.54879°Ö
- Tjålmakjauratjärnen, sjö i Arvidsjaurs kommun och Lappland 65°57′05″N 19°07′59″Ö / 65.95135°N 19.13312°Ö
- Tjålmejauratj (Jokkmokks socken, Lappland, 734255-169718), sjö i Jokkmokks kommun och Lappland 66°07′25″N 20°10′36″Ö / 66.12349°N 20.17661°Ö
- Tjålmejauratj (Jokkmokks socken, Lappland, 740128-168888), sjö i Jokkmokks kommun och Lappland 66°39′04″N 20°04′47″Ö / 66.65108°N 20.07972°Ö
- Tjålmejauratjah (Jokkmokks socken, Lappland, 742711-164921), sjö i Jokkmokks kommun och Lappland 66°54′30″N 19°12′30″Ö / 66.90831°N 19.20833°Ö
- Tjålmejauratjah (Jokkmokks socken, Lappland, 743067-163017), sjö i Jokkmokks kommun och Lappland 66°56′41″N 18°46′30″Ö / 66.94466°N 18.77513°Ö
- Tjålmokjauratjah, sjö i Arjeplogs kommun och Lappland 66°41′38″N 17°20′59″Ö / 66.69386°N 17.34974°Ö
- Tjålmåkjauratjärnen, sjö i Arjeplogs kommun och Lappland 66°41′08″N 17°21′57″Ö / 66.68554°N 17.36575°Ö
- Tjåltåkjauratjärnen, sjö i Arjeplogs kommun och Lappland 66°32′33″N 16°36′47″Ö / 66.54242°N 16.61294°Ö
- Tjårojauratj, sjö i Jokkmokks kommun och Lappland 66°43′16″N 19°07′04″Ö / 66.72116°N 19.11781°Ö
- Tjårovierjauratj, sjö i Jokkmokks kommun och Lappland 66°55′20″N 19°13′44″Ö / 66.92214°N 19.22879°Ö
- Trappojauratj, sjö i Arjeplogs kommun och Lappland 65°49′16″N 18°22′49″Ö / 65.82123°N 18.38033°Ö
- Tsieddajauratjah, sjö i Jokkmokks kommun och Lappland 66°35′04″N 18°33′00″Ö / 66.58436°N 18.54992°Ö
- Tsiepakjauratj, sjö i Jokkmokks kommun och Lappland 66°54′54″N 19°21′05″Ö / 66.91496°N 19.35131°Ö
- Tsitsukjauratj, sjö i Arjeplogs kommun och Lappland 66°40′07″N 16°37′49″Ö / 66.66869°N 16.63017°Ö
- Tsåkulajauratj, sjö i Gällivare kommun och Lappland 67°22′44″N 18°54′54″Ö / 67.37901°N 18.91508°Ö
- Tsöksjauratje, sjö i Sorsele kommun och Lappland 65°56′53″N 16°40′07″Ö / 65.94815°N 16.66868°Ö
- Tåratisjauratjah, sjö i Jokkmokks kommun och Lappland 66°54′59″N 18°49′18″Ö / 66.91650°N 18.82156°Ö
- Uddajauratj, sjö i Arjeplogs kommun och Lappland 66°15′12″N 18°24′12″Ö / 66.25339°N 18.40344°Ö
- Urtjujauratj (Jokkmokks socken, Lappland, 740331-170585), sjö i Jokkmokks kommun och Lappland 66°39′25″N 20°27′51″Ö / 66.65686°N 20.46426°Ö
- Urtjujauratj (Jokkmokks socken, Lappland, 740351-170583), sjö i Jokkmokks kommun och Lappland 66°39′37″N 20°27′44″Ö / 66.66016°N 20.46216°Ö
- Vaikanjauratjah, sjö i Jokkmokks kommun och Lappland 67°08′34″N 17°54′38″Ö / 67.14291°N 17.91057°Ö
- Vallasjauratjah, sjö i Jokkmokks kommun och Lappland 67°03′30″N 17°47′56″Ö / 67.05841°N 17.79886°Ö
- Vallatj-Jauratj, sjö i Jokkmokks kommun och Lappland 67°03′32″N 17°34′14″Ö / 67.05886°N 17.57061°Ö
- Vallejauratje, sjö i Sorsele kommun och Lappland 65°59′22″N 16°01′44″Ö / 65.98950°N 16.02876°Ö
- Vallorjauratjärnen, sjö i Sorsele kommun och Lappland 65°47′38″N 16°24′28″Ö / 65.79378°N 16.40788°Ö
- Vallåivjauratje, sjö i Sorsele kommun och Lappland 65°58′54″N 16°41′27″Ö / 65.98174°N 16.69094°Ö
- Vaptjatipmejauratjah, sjö i Jokkmokks kommun och Lappland 66°47′22″N 20°13′33″Ö / 66.78937°N 20.22585°Ö
- Vartojauratjah, sjö i Kiruna kommun och Lappland 68°19′21″N 19°34′17″Ö / 68.32242°N 19.57132°Ö
- Vassjajauratjah, sjö i Jokkmokks kommun och Lappland 67°13′06″N 17°10′03″Ö / 67.21841°N 17.16741°Ö
- Viepsesjauratjärnen, sjö i Arjeplogs kommun och Lappland 66°29′56″N 18°28′51″Ö / 66.49895°N 18.48094°Ö
- Vierakjauratj, sjö i Arjeplogs kommun och Lappland 66°09′39″N 18°11′01″Ö / 66.16072°N 18.18369°Ö
- Vreddekjauratjärnen, sjö i Arvidsjaurs kommun och Lappland 65°54′03″N 18°37′10″Ö / 65.90085°N 18.61951°Ö
- Vuksjauratje, sjö i Sorsele kommun och Lappland 66°15′51″N 15°43′23″Ö / 66.26406°N 15.72296°Ö
- Vuolejauratjärnen, sjö i Arjeplogs kommun och Lappland 66°21′39″N 17°45′44″Ö / 66.36076°N 17.76209°Ö
- Vuolep Lastak-Jauratj, sjö i Jokkmokks kommun och Lappland 66°59′55″N 18°21′41″Ö / 66.99861°N 18.36141°Ö
- Vuollejauratj, sjö i Jokkmokks kommun och Lappland 66°45′23″N 19°24′17″Ö / 66.75626°N 19.40479°Ö
- Vuoskunjauratj (Arjeplogs socken), sjö i Arjeplogs kommun och Lappland 66°22′09″N 17°01′48″Ö / 66.36913°N 17.03000°Ö
- Vuoskunjauratj (Jokkmokks socken), sjö i Jokkmokks kommun och Lappland 66°48′44″N 17°56′36″Ö / 66.81225°N 17.94342°Ö
- Vuotajauratj, sjö i Jokkmokks kommun och Lappland 66°51′46″N 18°18′58″Ö / 66.86276°N 18.31598°Ö
- Åssjejauratj (Arjeplogs socken, Lappland), sjö i Arjeplogs kommun och Lappland 65°54′18″N 18°23′20″Ö / 65.90490°N 18.38895°Ö
- Åssjejauratj (Arvidsjaurs socken, Lappland), sjö i Arvidsjaurs kommun och Lappland 65°58′39″N 19°09′14″Ö / 65.97756°N 19.15394°Ö
- Åssjejauratj (Jokkmokks socken, Lappland), sjö i Jokkmokks kommun och Lappland 66°40′18″N 19°16′36″Ö / 66.67177°N 19.27674°Ö